# Virgínia Leone Bicudo
Virginia Leone Bicudo (nació en  São Paulo, Brasil en 1910 y murió en 2003 ) fue una socióloga y psicoanalista brasileña . Siendo la primera no médica en ser reconocida como psicoanalista, es esencial para la construcción e institucionalización del psicoanálisis en Brasil. En el campo de la sociología, fue pionera en el estudio de las relaciones raciales como el tema de su disertación de la maestría en 1945 .

## Vida personal
Virginia Leone Bicudo era hija de la inmigrante italiana Joana Leone y el descendiente de esclavos Teófilo Bicudo. Joana era una niñera del coronel y senador Bento Augusto de Almeida, la hija adoptiva de Bicudo, el padrino de Teófilo. Con el apoyo del coronel Bicudo, Teófilo se convirtió en empleado de Correos y Telégrafos y luego ascendió a la institución hasta que se convirtió en director de una agencia de São Paulo. 
Virginia estudió en la Escuela Normal Caetano de Campos, en el barrio de Luz, en la ciudad de São Paulo. Después de la Escuela Normal, tomó el curso de educación para la salud en el Instituto de Higiene de São Paulo en 1932. Ya graduada, se convirtió en empleada de la Junta del Servicio de Salud Escolar del Departamento de Educación, impartiendo clases de higiene en escuelas del estado de São Paulo, donde se interesó por la sociología. Comenzó el curso de Ciencias Sociales en la Escuela Libre de Sociología y Política en 1936. 
Falleció en São Paulo, en 2003, a los 93 años.

## Socióloga
En 1945, obtuvo una Maestría en Sociología de la Escuela Libre de Sociología y Política, en la misma clase que Oracy Nogueira y Gioconda Mussolini, defendiendo el estudio de tesis sobre actitudes raciales negras y mulatas en São Paulo, el primer trabajo de posgrado en Ciencias Sociales en Brasil que se ocupó de las relaciones raciales. Recientemente, su tesis ha sido republicada y tiene como mérito el rechazo de las formulaciones raciales de naturaleza biológica a pensar en la raza como una categoría social . 
Virginia Leone Bicudo descubrió que la discriminación racial en Brasil no solo estaba presente en las relaciones sociales, sino que adquirió un carácter específico: constituía un prejuicio que minimizaba la confrontación directa e impedía el desarrollo de la conciencia sobre la discriminación. Su estudio defiende la tesis de que el criterio de apariencia basado en el blanqueamiento sería el principal determinante de las oportunidades de ascensión social negra en Brasil. 
Participó del Proyecto de la UNESCO en Brasil, coordinado por Roger Bastide y Florestan Fernandes, escribió el informe "Actitudes de los estudiantes de grupos escolares en relación con el color de sus compañeros de clase", publicado en 1953, en la revista Anhembi. 
Fue una de las primeras profesoras universitarias negras en Brasil, enseñando en la Universidad de São Paulo, Santa Casa y la Escuela de Sociología y Política  .

## Psicoanalista
Virginia Bicudo fue la primera psicoanalista sin entrenamiento médico en Brasil. Ella comenzó su análisis con el Dr. Adelheid Lucy Koch, primera analista acreditada por la Asociación Internacional de Psicoanálisis (IPA) en Brasil. En 1937, solicitó la membresía de la Sociedad Brasileña de Psicoanálisis de Sao Paulo (SBPSP), y fue aprobada como miembro de pleno derecho en 1945 . En 1962, fue elegida presidenta de la segunda junta del Instituto de Psicoanálisis, una función que desempeñaría hasta 1975 . 
En 1970, Virgínia inició en Brasilia el análisis y la enseñanza a un grupo de seis psiquiatras (Caiuby de Azevedo Marques Trench, Humberto Haydt de Souza Mello, Ronaldo Mendes de Oliveira Castro, Tito Nícias Rodrigues Teixeira de Silva y Luiz Meyer). El grupo fue, entonces, encampado por la Sociedad de Psicanálise de São Paulo, haciéndose la primera turma de la actual Sociedad de Psicanálise de Brasilia.

### Difusora del psicoanálisis.
Virgínia Bicudo trabajó de diversas maneras para la difusión de la Psicoanálisis en Brasil. Redactó columnas en la prensa, defendiendo sus ideas sobre la función social del psicanalista y participó de la fundación de la Sociedad de Psicanálise de Brasilia. Colaboró también en la creación de la Revista Brasileña de Psicanálise (RBP). En editorial de 2004, esa revista se refirió a ella cómo "una de las primeras psicanalistas brasileñas con tráfico y publicaciones internacionales"[3]. 

## Libros
- BICUDO, Virginia Leona. Nuestro mundo mental São Paulo: Institución brasileña de difusión cultural, 1956.
- BICUDO, Virginia Leona. La comunicación no verbal como expresión de omnipotencia y omnisciencia . Revista Brasileña de Psicoanálisis, São Paulo, vol.37, n.4, 983-992, 2003.